# 沙爬語
沙爬語，是分布於越南北部老街省沙坝镇的壯傣語支西南支語言。大約有300個岱依族持此種語言者，根據艾杰瑞（Jerold Edmondson）的說法，沙爬語的音韻，音調和詞彙接近標準泰語。
另一種相似的語言巴迪語分布於老街省芒康縣，也是岱依族使用的一種語言，使用者由300人-3000人。

## 腳註
1. ↑  沙爬語于《民族语》的链接（第18版，2015年）
2. ↑  Hammarström, Harald; Forkel, Robert; Haspelmath, Martin; Bank, Sebastian (编). . . Jena: Max Planck Institute for the Science of Human History. 2016.